# حاجی بدللی
حاجی بدللی (به ترکی آذربایجانی: Hacıbədəlli) یک شهرک در جمهوری آذربایجان است که در شهرستان آغجه‌آباد واقع شده‌است. حاجی بدللی ۳٬۱۴۸ نفر جمعیت دارد.